# Bąk (zabawka)

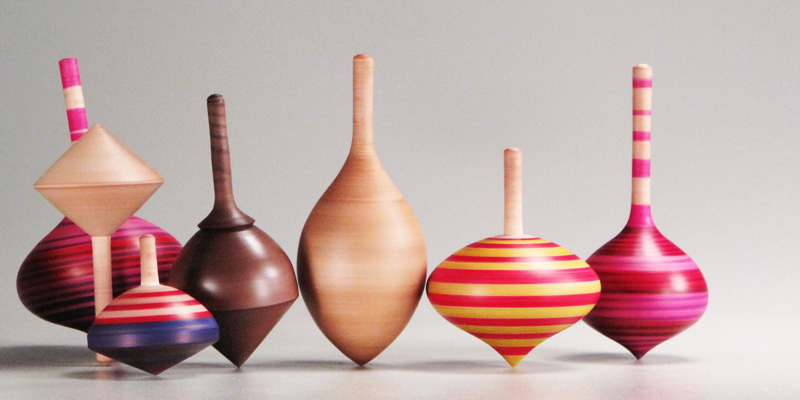
Różne rodzaje bąków

Bąk – zabawka wprawiana w ruch obrotowy dookoła swojej osi. Urządzenie często jest wprawiane w ruch za pomocą naciśnięcia tłoka wędrującego po osi ze śrubowym nacięciem, niekiedy przez odciągnięcie okalającego go sznurka. Wprawiona w ruch obrotowy zabawka nie przewraca się, a jej oś obrotu toczy się po powierzchni stożka w ruchu zwanym precesją.

## Historia
Gliniane bąki, których wiek datuje się na 3500 lat p.n.e., odkryto na stanowiskach archeologicznych miasta Ur. W Troi odnaleziono terakotowe bąki z okolic 3000 lat p.n.e. Z roku około 1250 p.n.e. pochodzą odnalezione w Chinach bąki, które w ruch wprawiano uderzeniami urządzenia podobnego do bata (whip top, whip oznacza dosłownie bat). Z podobnego okresu pochodzą bąki z utwardzonej gliny, które to odkryto w Tebach. Także na ceramice ze starożytnej Grecji uwieczniono sceny zabawy bąkiem, zarówno przez kobiety, jak i mężczyzn. Możliwe, że część greckich zabawek tego rodzaju wykonywano z drewna. Bąki odkryte na terenie Rzymu datuje się na 27 rok p.n.e., wykonane są z kości.

## Rodzaje
- bąki wytworzone z metalu (stal, aluminium, miedź)
- bąki z plastiku
- bąki z drewna, wytwarzany ręcznie w tradycyjnych warsztatach stolarskich
- bąki z kości (Grecja)
- bąki z papieru i drewnianej osi

## Galeria

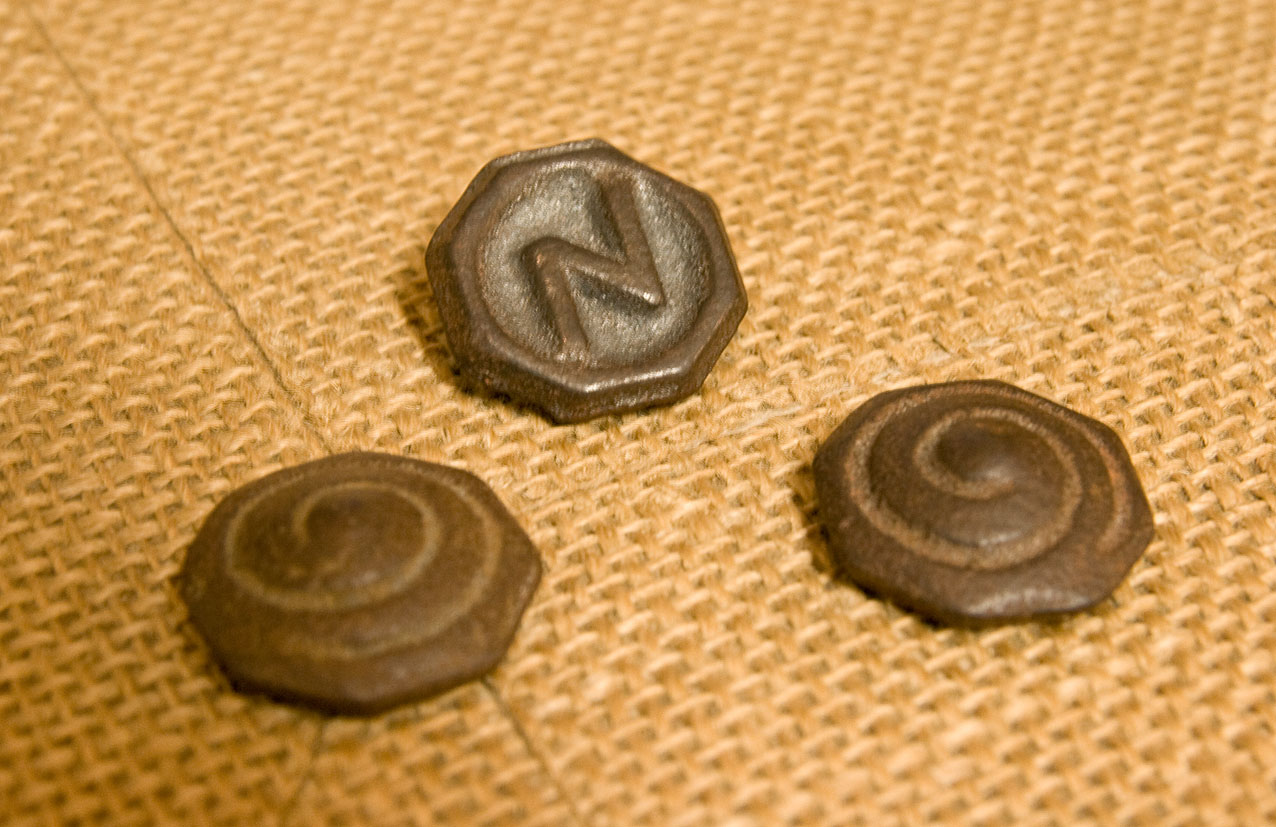
Beigoma, japoński bąk ze stopu metali, popularny w okresie Taishō
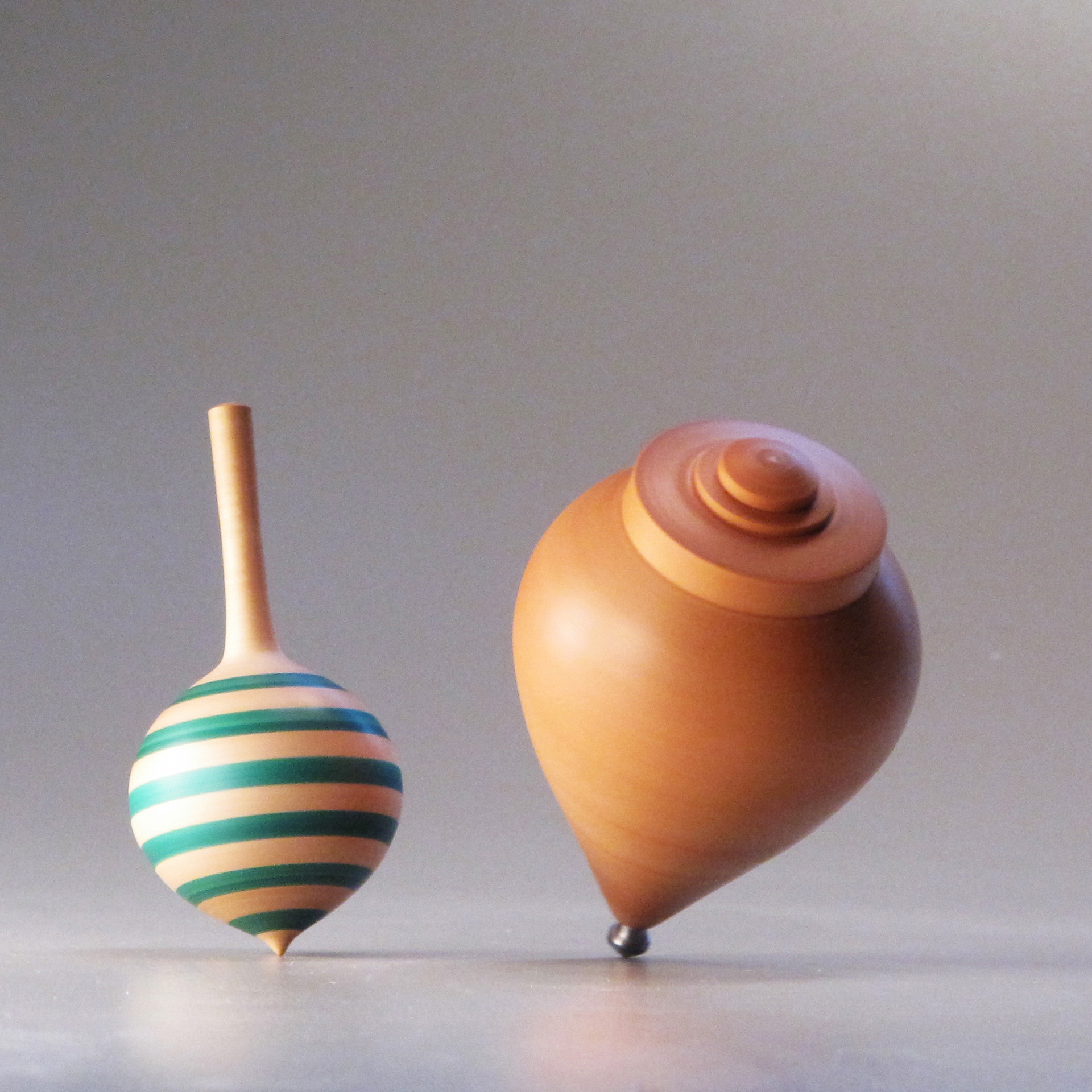
Bąki z drewna
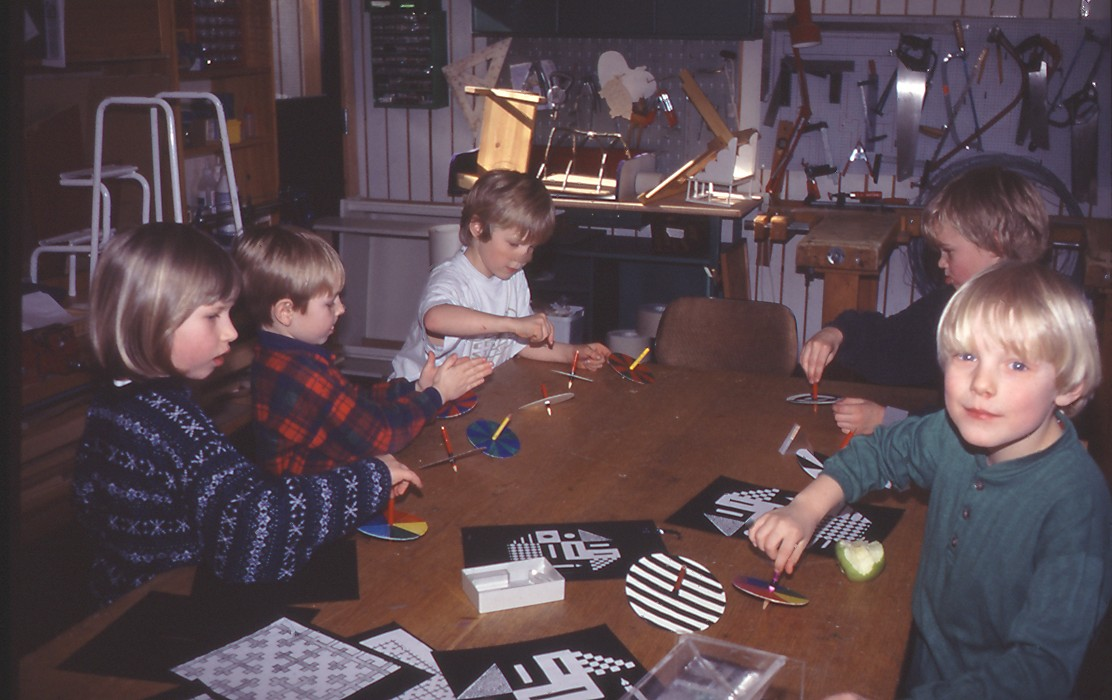
Dzieci przy wytwarzaniu bąków z papieru
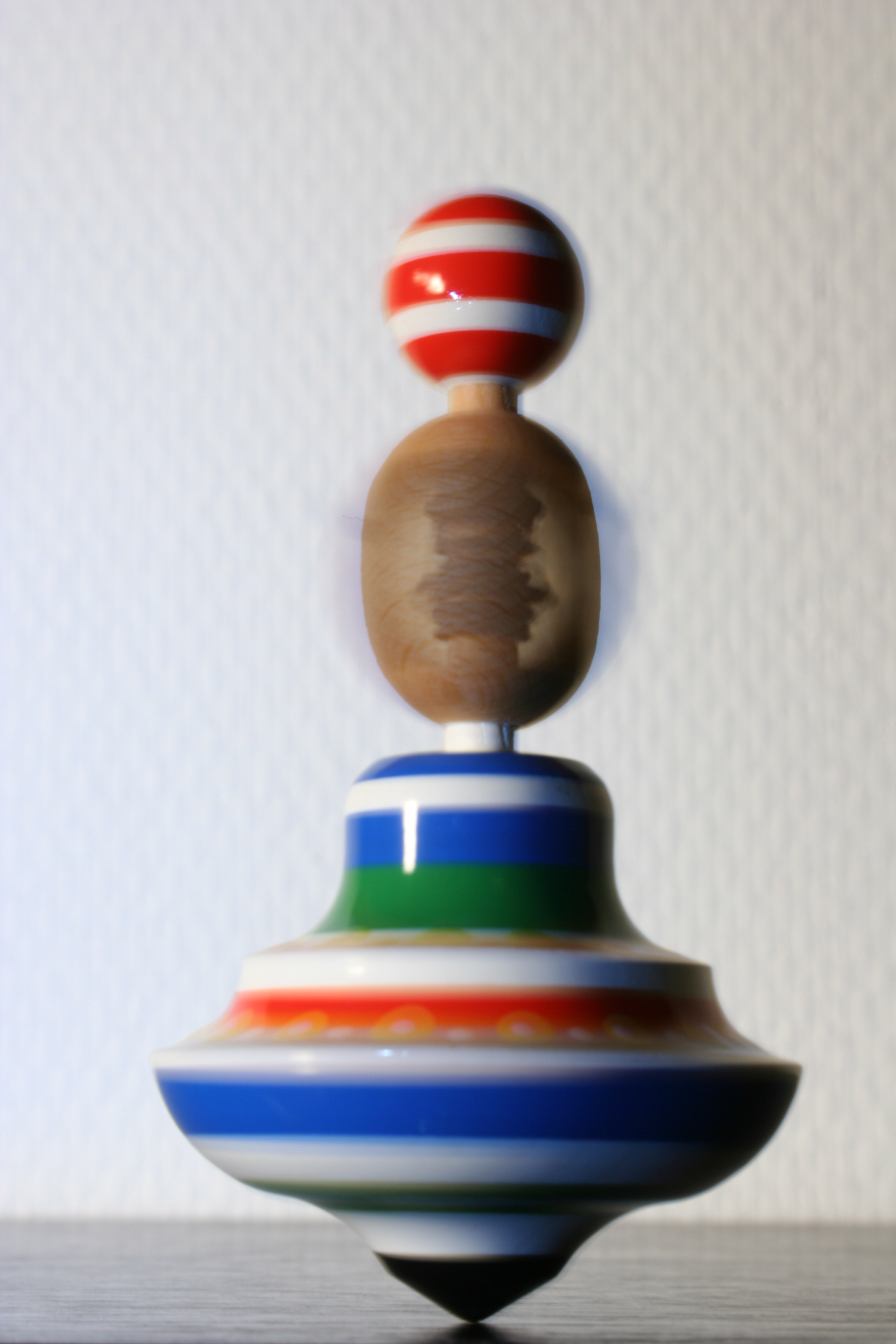
Obracający się bąk
Symulacja wirowania